# Касба (озеро)
Ка́сба (англ. Kasba Lake) — озеро на границе Северо-Западных территорий и территории Нунавут в Канаде. Расположено на крайнем юге обеих территорий, практически соприкасаясь с территорией провинций Саскачеван и Манитоба. Одно из больших озёр Канады — площадь водной поверхности 1317 км², общая площадь — 1341 км², четвертое по величине озеро Северо-Западных территорий. Большая часть озера находится в Северо-Западных территориях, меньшая — в Нунавуте.

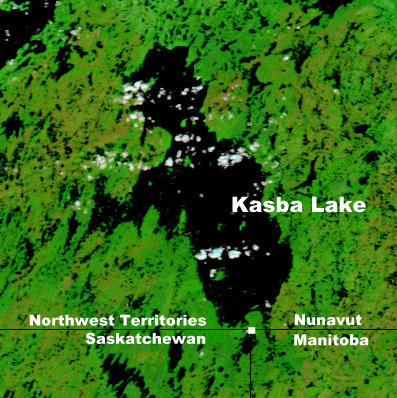
Спутниковый снимок района озера Касба от 24 августа 2002 года

Урез воды располагается на высоте 336 метров над уровнем моря. Сток из озера по реке Казан через череду озер (Эннадай, Димма, Ангикуни, Яткайед, Форд, Терти-Майл, Бейкер) в залив Честерфилд Гудзонова залива. В полутора километрах к юго-востоку от озера находится достопримечательность «Четыре угла».
В летнее время озеро является одним из центров любительского рыболовства в Канаде. Специализация: северная щука, озёрная форель и арктический хариус.